# Trenches Baby
| Recensione       | Giudizio |
| ---------------- | -------- |
| Rockol           |          |
| lacasadelrap.com |          |

Trenches Baby è il primo album in studio del rapper italiano Rondodasosa, pubblicato il 4 novembre 2022 dalle case discografiche Warner Music Italy e Real Music 4 Ever.

## Descrizione
L'album contiene diciassette brani, principalmente di genere drill, anche se con influenze r'n'b, latine, boom bap e melodiche. Contiene i featuring di rapper italiani come Lazza, Vale Pain, thasup, Capo Plaza, Rose Villain e Ghali e internazionali, quali Gazo e Russ Millions. La produzione è stata curata da NKO, che per alcune tracce è stato affiancato da altri produttori, tra cui Low Kidd, Sixpm, thasup e Miles.
Il titolo dell'album si rifà allo slang trenches, cioè trincee, per rappresentare la vita nel quartiere di Rondo, dura come in trincea.

## Tracce
1. Trenches Baby – 3:28 (testo: Mattia Barbieri – musica: Nicolas Di Benedetto)
2. Fashion Nova – 2:22 (testo: Mattia Barbieri – musica: Picasso)
3. Outside – 2:27 (testo: Mattia Barbieri – musica: Nicolò Pucciarmati)
4. Blue Cheese (feat. Lazza) – 3:11 (testo: Mattia Barbieri, Jacopo Lazzarini)
5. Tonight (feat. Vale Pain) – 3:04 (testo: Mattia Barbieri, Valerio Paini – musica: Nicolas Di Benedetto, Peter Bass)
6. Tokyo – 3:22 (testo: Mattia Barbieri – musica: Nicolas Di Benedetto)
7. Sin Cara – 2:14 (testo: Mattia Barbieri – musica: Lorenzo Paolo Spinosa, Nicolò Pucciarmati, Nicolas Di Benedetto)
8. Sturdy – 3:57 (testo: Mattia Barbieri – musica: Nicolas Di Benedetto)
9. Drillmoon (feat. thasup) – 3:30 (testo: Mattia Barbieri, Davide Mattei – musica: Nicolas Di Benedetto, Davide Mattei)
10. No Luv (feat. Capo Plaza) – 4:16 (testo: Mattia Barbieri, Luca D'Orso – musica: Daniel Taylor, Nicolas Di Benedetto, Javier Mercado)
11. Yamaha – 3:07 (testo: Mattia Barbieri – musica: Nicolas Di Benedetto)
12. Killy Demon (feat. Gazo, Russ Millions) – 2:45 (testo: Mattia Barbieri, Ibrahima Diakité, Shylo Batchelor Ashby Milwood – musica: Nicolas Di Benedetto)
13. Cell (feat. Ghali, Rose Villain) – 3:01 (testo: Mattia Barbieri, Ghali Amdouni, Rosa Luini – musica: Nicolas Di Benedetto, Peter Bass)
14. Scusa – 3:07 (testo: Mattia Barbieri – musica: Nicolas Di Benedetto, Nicolò Pucciarmati, Andrea Ferrara)
15. Autostop – 3:09 (testo: Mattia Barbieri – musica: Charliejay)
16. Playa – 2:17 (testo: Mattia Barbieri – musica: Nicolò Pucciarmati)
17. Dolore 2 – 3:01 (testo: Mattia Barbieri – musica: Charliejay)

Riedizione del 2023 (Streaming)
1. New York (testo: Mattia Barbieri – musica: Nicolas Di Benedetto)
2. Ready 4 War (feat. Artie 5ive) (testo: Mattia Barbieri – musica: 7Hit, Brigie, Daniele Veglia, Nicolò Giuseppe De Mitri)

## Classifiche
| Classifica (2022) | Posizione massima |
| ----------------- | ----------------- |
| Italia            | 1                 |